# Chrysopa
Chrysopa (trong tiếng Anh gọi là green lacewings, cánh ren xanh lá cây) là một chi trong họ Chrysopidae thuộc Bộ Neuroptera.
Trong họ Chrysopidae, chi này và chi Chrysoperla là phổ biến nhất tại của Bắc Mỹ, Châu Âu và Châu Á. Chúng chia sẻ các đặc tính tương tự và một số loài đã được di chuyển từ chi này sang chi kia và ngược lại rất nhiều lần . Ấu trùng của chúng là động vật ăn thịt và ăn rệp và các thành viên của chi này đã được sử dụng làm tác nhân sinh học phòng trừ dịch bệnh gây hại.
William Elford Leach lần đầu tiên mô tả chi này vào năm 1815 ở Edinburgh Encyclopaedia của Brewster.

## Phân loại
- Chrysopa abbreviata
- Chrysopa chi Fitch, 1855 [4]
- Chrysopa coloradensis Banks, 1895 [4]
- Chrysopa dorsalis [5]
- Chrysopa excepta Banks, 1911 [4]
- Chrysopa formosa [5]
- Chrysopa incompleta Banks, 1911 [4]
- Chrysopa intima [5]
- Chrysopa lezeyi [5]
- Chrysopa nigra [5]
- Chrysopa nigricornis Burmeister, 1839 [4]
- Chrysopa oculata Say, 1839 [4]
- Chrysopa pallens [5]
- Chrysopa perla [5]
- Chrysopa pleuralis Banks, 1911 [4]
- Chrysopa quadripunctata Burmeister, 1839 [4]
- Chrysopa slossonae Banks, 1924 [4]
- Chrysopa viridana [5]